# Herb gminy Wielowieś
Herb gminy Wielowieś – jeden z symboli gminy Wielowieś, ustanowiony 14 listopada 2013.

## Wygląd i symbolika
Herb przedstawia na tarczy w polu błękitnym nad zieloną podstawą, kosę srebrną o złotym kosisku i takimże trzonku. Kosisko skierowane jest w skos, a kosa ostrzem ku dołowi.